# Saison 2 d'Arsène Lupin
 (avril 2018).
Si vous disposez d'ouvrages ou d'articles de référence ou si vous connaissez des sites web de qualité traitant du thème abordé ici, merci de compléter l'article en donnant les références utiles à sa vérifiabilité et en les liant à la section « Notes et références ».
Chronologie
saison 1
Cet article contient la liste des épisodes de la seconde saison de la série télévisée Arsène Lupin (1971-1974).

## Distribution récurrente
- Georges Descrières : Arsène Lupin
- Roger Carel : Commissaire Guerchard
- Yvon Bouchard : Grognard
- Henri Virlogeux : Herlock Sholmès
- Yves Barsacq : Wilson (le « cher et fidèle ami » de Sholmès)
- Bernard Giraudeau : Isidore Beautrelet

## Épisodes

### Épisode 1: Herlock Sholmès lance un défi
- Date de première diffusion :  18 décembre 1973
- Réalisation :  Jean-Pierre Desagnat
- Adaptation :  Claude Brulé
- Dialogues :  Claude Brulé
- Avec :  Bernard Dhéran (Dreux-Soubise), Sophie Agacinski (Nathalie), Michel Peyrelon (le général d'infanterie)
- Résumé : Avec l'aide de sa complice Nathalie, Arsène Lupin parvient à venger sa mère, jadis méprisée par les Dreux-Subise, en leur volant le collier de la Reine. Le comte fait alors appel à Herlock Sholmès qui parvient rapidement à éclaircir ce mystère. Arsène Lupin lance alors un défi : il s'avouera vaincu si Herlock Sholmès parvient à retrouver le collier caché dans le souterrain de son château de Thibermesnil en moins de quatre jours. C'est un duel qui s'engage entre les deux hommes.

### Épisode 2: Arsène Lupin prend des vacances
- Date de première diffusion : 20 décembre 1973
- Réalisation :  Jean-Pierre Desagnat
- Adaptation :  Nathan Grigorieff
- Dialogues :  Nathan Grigorieff
- Avec :  Jacques Debary (Keselbach), Jacques Monod (le préfet de police), Claude Degliame (Dolorès),
- Résumé : Lupin se promène en galante compagnie sur les plages d'Étretat. Soudain, un homme tombe de la falaise. Il s'agit de Paul Lenormand, inspecteur de police. Lupin prend alors son identité et s'attire les faveurs et les jalousies de Guerchard. Lenormand est alors nommé à Cannes où il est chargé de la sécurité d'une exposition d'art maya dont le principal donateur est le riche homme d'affaires Keselbach. Un matin, Keselbach est retrouvé assassiné. Lupin joue ici les détectives. Qui de la femme ou du secrétaire particulier est le coupable ?

### Épisode 3: Le Mystère de Gesvres
- Date de première diffusion : 22 décembre 1973
- Réalisation :  Jean-Pierre Desagnat
- Adaptation :  Albert Simonin
- Dialogues :  Albert Simonin
- Avec : Henri Tisot (le juge d'instruction), Thérèse Liotard (Raymonde), Pauline Larrieu (Suzanne), Jean-Marie Robain (le comte de Gesvres), Bernard Giraudeau (Isidore Beautrelet)
- Résumé : Au milieu de la nuit, Suzanne de Gesvres et Raymonde de Saint-Véran se réveillent en entendant des bruits suspects. Tremblantes de peur, elles descendent à l'étage inférieur du château et voient Arsène Lupin sortir tranquillement de l'une des pièces. Lorsqu'elles entrent dans celle-ci, elles trouvent le comte de Gesvres à terre, sur le point de s'évanouir et le cadavre du secrétaire de celui-ci. Cependant, rien n'a apparemment été volé. Raymonde tire sur Lupin qui s'enfuit mais celui-ci disparaît. Le premier homme arrivant sur les lieux est le journaliste Isidore Beautrelet. Il se met rapidement dans la poche le juge d'instruction et impressionne Lupin avec ses déductions.

### Épisode 4: Le Secret de l'aiguille
- Date de première diffusion : 25 décembre 1973
- Réalisation :  Jean-Pierre Desagnat
- Adaptation :  Albert Simonin d'après le roman L'Aiguille creuse paru en 1909.
- Dialogues :  Albert Simonin
- Avec :   Jacques Monod (le préfet de police), Catherine Rouvel (Geneviève), Bernard Giraudeau (Isidore Beautrelet)
- Résumé : Arsène Lupin est à Londres et vole les joyaux de la couronne, ainsi que le parchemin de Guillaume le Conquérant. Herlock Sholmès est appelé à enquêter avec l'aide du commissaire Guerchard. Isidore Beautrelet est également intrigué par cette affaire et se met à son tour sur les traces du secret de Guillaume le Conquérant.

### Épisode 5: L'Homme au chapeau noir
- Date de première diffusion : 27 décembre 1973
- Réalisation :  Jean-Pierre Desagnat
- Adaptation :  Claude Brulé d'après le roman La Barre-y-va de Maurice Leblanc paru en 1930.
- Dialogues :  Claude Brulé
- Avec :   Nicole Calfan (Catherine), Gérard Chevalier (de Boisvert), Karin Petersen (Juliette)
- Résumé :  Arsène Lupin est mort et enterré. Du moins c'est ce que tout le monde pense. Sous le nom de Davenac, Arsène Lupin rencontre Catherine, envoyée par la comtesse Natacha. Un homme au chapeau noir l'épie et la terrorise depuis qu'elle est rentrée au château familial, après le décès de son grand-père. Arsène Lupin décide de l'aider. Il se transforme en journaliste pour inspecter les lieux. En chemin, il rencontre le commissaire Guerchard, embauché par le beau-frère de Catherine, M. de Boisvert, pour retrouver cet homme au chapeau noir.

### Épisode 6: L'Écharpe de soie rouge
- Date de première diffusion : 29 décembre 1973
- Réalisation :  Jean-Pierre Desagnat
- Adaptation :  Claude Brulé à partir de la nouvelle L'Écharpe de soie rouge de Maurice Leblanc paru en 1911.
- Dialogues :  Claude Brulé
- Avec :   Prudence Harrington (Jenny), François Guérin (Prévailles), Sacha Pitoëff (Ignateff)
- Résumé :  Jenny Saphir, danseuse de music hall, propriétaire d'un magnifique saphir et un ancien amour d'Arsène Lupin, se marie avec un millionnaire, Prévailles. Tout va pour le mieux, mais Arsène Lupin retrouve tout de même Jenny pour lui offrir ses services en cas de problème. Et il a raison de se méfier, de prime abord affable et charmeur, M. Prévailles se trouve être un véritable escroc et avoue qu'il fera tout pour s'emparer du saphir de Jenny. Prêt à tout pour aider Jenny, Lupin ressuscite aux yeux du monde, et à ceux de Guerchard, sur lequel il sait qu'il pourra compter.

### Épisode 7: La Demeure mystérieuse
- Date de première diffusion : 5 janvier 1974
- Réalisation :  Jean-Pierre Desagnat
- Adaptation :  Georges Berlot d'après le roman populaire La Demeure mystérieuse de Maurice Leblanc paru en 1928.
- Dialogues :  Georges Berlot
- Avec :   Jean Turlier (Van Houben), Evelyne Dress (Arlette), Marika Green (Régine), Guy Grosso (Rabloux)
- Résumé :  Arsène Lupin met ses talents à l'œuvre afin de voler la dernière création du joaillier Van Houben : une robe au dix millions de diamants. Manque de chance, lorsqu'il arrive sur place, se faisant passer pour un ami, il apprend que le mannequin, Régine, qui portait la robe, a été enlevé et que la robe a disparu. Avec l'aide de la couturière Arlette et de l'inspecteur Rabloux, Lupin se lance sur les traces des malfaiteurs.

### Épisode 8: Les Huit coups de l'horloge
- Date de première diffusion : 12 janvier 1974
- Réalisation :  Jean-Pierre Desagnat
- Adaptation :  Robert Scipion
- Dialogues :  Robert Scipion
- Avec :   Corinne Le Poulain (Hortense), Pierre Londiche (Gaétan), François Maistre (le baron d'Aigleroche)
- Résumé :  Arsène Lupin, sous le nom du Prince Paul Sernine, passe quelque temps chez un de ses amis, le baron d'Aigleroche. Sont présents également Gaétan et Hortense, le cousin et la nièce de ce dernier. Lupin est témoin d'un désaccord entre ces derniers. Intrigué, il suit Hortense. Ils découvrent un manoir abandonné qu'ils décident d'explorer. Hortense se livre alors et Lupin comprend qu'elle est malheureuse chez son oncle et qu'elle a demandé à Gaétan de l'enlever. Seulement, tout ne se déroule pas comme prévu.

### Épisode 9: La Dame au chapeau à plumes
- Date de première diffusion : 19 janvier 1974
- Réalisation :  Wolf Dietrich (de)
- Adaptation : Rolf Becker, Alexandra Becker, Jacques-Roger Nanot
- Dialogues :  Rolf Becker, Alexandra Becker, Jacques-Roger Nanot
- Avec :   Christine Böhm (Elfi), Dany Sigel (Lydia), Fritz Muliar (Pittora)
- Résumé :  Arsène Lupin sort d'une soirée au casino de Baden-Baden satisfait. Sur le chemin du retour, il est pris d'un accident de voiture. Il se réveille à l'hôpital, sans aucun souvenir de qui il est, ni de ce qu'il s'est passé. La police ayant retrouvé sur lui de faux billets de banque et quatre passeports sous des noms différents, il est suspecté d'être à la tête d'un trafic de fausse monnaie et est surveillé de près. Grâce à son charme légendaire et à son infirmière, Elfi, Lupin cherche à éclaircir le mystère.

### Épisode 10: La Danseuse de Rottenburg
- Date de première diffusion : 26 janvier 1974
- Réalisation :  Fritz Umgelter
- Adaptation :  Rolf Becker, Alexandra Becker, Gérôme Grésy
- Dialogues :  Rolf Becker, Alexandra Becker, Gérôme Grésy
- Avec :   Georg Hartmann (Georg Blott), Charlotte Kerr (Mme Zimmermann), Günter Strack (Federlin), Hannes Kaetner (Clausen), Dagmar Heller (Amélie)
- Résumé :  Lors d'une partie de chasse près de Rothenburg ob der Tauber (le nom de cette petite cité médiévale de Bavière est orthographié « Rottenburg » dans le titre de l'épisode) en vue de son prochain cambriolage, Arsène Lupin sauve une demoiselle en détresse, Amélie, qui cherche à sauter d'un pont de chemin de fer. Elle lui confie alors qu'elle possédait un tableau qu'elle pensait de grande valeur. Ce tableau lui a été volé. Connaissant des difficultés financières, elle avait contracté un prêt dont le tableau était la garantie. Ce prêt se trouve désormais interrompu et l'assurance refuse de dédommager la jeune femme, sous prétexte que le tableau serait un faux. Arsène Lupin promet d'aider Amélie et part enquêter sur les traces du tableau et de l'expert des assurances.

### Épisode 11: Le Film révélateur
- Date de première diffusion : 2 février 1974
- Réalisation :  Fritz Umgelter
- Adaptation :  Rolf Becker, Alexandra Becker, Jacques-Roger Nanot
- Dialogues :  Rolf Becker, Alexandra Becker, Jacques-Roger Nanot
- Avec :  Marie Versini (Brigitte Barett)
- Résumé :  Douglas Duchman, un célèbre acteur hollywoodien, se rend en Allemagne après avoir signé un contrat pour le nouveau film produit par le riche homme d'affaires allemand Siegfried Heidkamp, avec la pétillante Brigitte Barett. Amoureux, Duchman n'est pas enchanté à l'idée de participer à ce nouveau film et à la soirée d'inauguration qui doit avoir lieu en l'honneur des joyaux de Mme Heidkamp et d'abandonner sa bien-aimée à Paris. Le comte Henri-Charles de Touragnac leur fait alors une proposition qu'il ne peut refuser : passer quelques jours en amoureux avec sa belle à Paris. Il s'agit en fait d'un plan d'Arsène Lupin pour prendre la place de Duchman et voler les joyaux. Seulement tout ne va pas se passer comme prévu.

### Épisode 12: Double jeu
- Date de première diffusion : 9 février 1974
- Réalisation :  Fritz Umgelter
- Adaptation :   Rolf Becker, Alexandra Becker,  Georges Berlot
- Dialogues :   Rolf Becker, Alexandra Becker,  Georges Berlot
- Avec :   Andrea Dahmen (Hélène von Wiesenberg), Bernhard Helfrich (l'inspecteur Goettlieb), Reinhard von Hacht (Türck), Günter Spörrle (Wagner), Bogislav von Heyden (Baron von Wiesenberg)
- Résumé :  Sur une route de montagne, une jeune femme assez pressée manque de créer un accident avec la voiture d'Arsène Lupin. À peine remis de leurs émotions, un inspecteur arrive et prie la jeune femme de retourner chez elle sous son escorte. Lupin décide de les suivre. Il arrive dans une propriété équestre appartenant au baron von Wiesenberg et à sa femme. Il apprend alors que le maître de manège vient d'être assassiné. Intrigué, Lupin décide alors de mener l'enquête.

### Épisode 13: Le Coffre-fort de madame Imbert
- Date de première diffusion : 16 février 1974
- Réalisation :  Jean-Pierre Desagnat
- Adaptation :  Albert Simonin
- Dialogues :  Albert Simonin
- Avec :   Pascale Roberts (Irène Imbert), Jean-Pierre Rambal (Benoit Imbert), Jacques Monod (le préfet de police), Marthe Mercadier (Sophie), Pierre Leproux (Bois-Copreaux)
- Résumé : Grognard est le témoin d'une scène étrange. Une dame d'allure bourgeoise vole un vieil aveugle faisant la manche.
À son tour intrigué par cette histoire, Arsène Lupin décide de suivre la dame en question. Après enquête, il s'agit d'Irène Imbert, une femme d'apparence petite bourgeoise, mais de caractère très frivole. Arsène Lupin n'apprécie pas la façon de se comporter de cette dame qui vole les gens à son service avant de les renvoyer. Il décide de lui donner une leçon.